# 16261 Iidemachi
16261 Iidemachi è un asteroide della fascia principale. Scoperto nel 2000, presenta un'orbita caratterizzata da un semiasse maggiore pari a 2,9753065 UA e da un'eccentricità di 0,0443684, inclinata di 10,10005° rispetto all'eclittica.